# Geografija Belorusije
Belorusija je neobalna, večinoma ravninska država (povprečna nadmorska višina je 162 metrov nad morsko gladino) brez naravnih meja, ki zavzema površino 207.600 kvadratnih kilometrov. Njene sosede so Rusija na vzhodu in severovzhodu, Latvija na severu, Litva na severozahodu, Poljska na zahodu in Ukrajina na jugu. Njena dolžina od severa proti jugu je 560 km, od zahoda proti vzhodu pa 650 km.

## Topografija in drenaža
Beloruski ravninski teren je razdeljen na Beloruski greben (Byelaruskaya Hrada), del povišanega ozemlja posameznih višavij, ki poteka diagonalno skozi državo od zahoda-jugozahoda do vzhoda-severovzhoda. Njegova najvišja točka je 346 metrov gora Dzjaržinskaja, poimenovana po Feliksu Dzeržinskem, vodji ČEKE. Severna Belorusija ima gričevnato pokrajino s številnimi jezeri in rahlo nagnjenimi grebeni, ki so jih ustvarile ledeniške morene. Na jugu približno eno tretjino ozemlja republike okoli reke Pripet zavzema nizko ležeča močvirna ravnina Polesje, ki si jo deli z Ukrajino, Poljsko in Rusijo. 29. marca 2024 so na skrajni vzhodni točki Belorusije, Hotimsku, odprli obvestilno tablo – spomenik.
Beloruskih 3000 potokov in 4000 jezer je glavnih značilnosti pokrajine in se uporabljajo za plavajoči les, ladijski promet in proizvodnjo energije. Večji reki sta Zahodna Dvina in Nemen, ki tečeta proti zahodu, in Dneper, ki teče proti jugu, s pritoki Berezina, Sož in Pripet. Reka Pripet je služila kot most med Dneprom, ki teče v Ukrajino, in Vislo na Poljskem že od obdobja Kijevske Rusije.
Ledeniško praskanje je vzrok za ravnost beloruskega terena in njegova številna jezera. Jezero Narač, največje jezero v državi, obsega 79,6 km2. Druga velika jezera so Osveja (52,8 km2), Červonoje (43,8 km2), Lukomlskoje (36,7 km2) in Drivjati (36,1 km2). Jezero Drūkšiai (44,8 km2) leži na meji med Belorusijo in Litvo. Najgloblje jezero v Belorusiji je Doŭhaje (53,7 m). Červonoje je najbolj plitvo med velikimi jezeri, z največjo globino 4 m. Večina velikih jezer je v severni Belorusiji. V okrožjih Braslav in Ušači pokrivajo jezera več kot 10 % ozemlja.
Skoraj ena tretjina države je pokrita s puščami, velikimi nenaseljenimi gozdovi. Delež površine, pokrite z gozdovi, se giblje od 34 % v regijah Brest in Hrodna do 45 % v regiji Homiel. Gozdovi pokrivajo 36–37,5 % regij Minsk, Mahiljov in Vitsebsk. Okrožja z največjim odstotkom površine, pokrite z gozdovi, sta Rasoni in Lielčici v skrajnem severnem oziroma južnem delu Belorusije. Stopnja olesenelosti se je zmanjšala – s 60 % leta 1600 na 22 % leta 1922, od sredine 20. stoletja pa se je začela povečevati. Beloveška pušča, ki si jo na skrajnem zahodu deli s Poljsko, je najstarejša in najveličastnejša med gozdovi; rezervat tukaj nudi zavetje živalim in pticam, ki so drugje izumrle v davni preteklosti.

## Podnebje
Zaradi bližine Baltskega morja (257 kilometrov na najbližji točki) ima država zmerno celinsko podnebje. Zime trajajo od 105 do 145 dni, poletja pa do 150 dni. Povprečna temperatura v januarju je –6 °C, povprečna temperatura v juliju pa okoli 18 °C, z visoko vlažnostjo. Povprečna julijska temperatura se giblje od 17,5 °C na severu, 18,5–19 °C na jugu. Za januar se giblje od −4,5 °C na jugozahodu do −8 °C na severovzhodu. Povprečna letna količina padavin se giblje od 550 do 700 milimetrov in je včasih pretirana.
Največ povprečnih letnih padavin je v Navahrudaku (769 mm na leto). Največ letnih padavin je bilo v Vasilievičih (1115 mm na leto), najmanj pa v Brahinu (298 mm). Od aprila do oktobra pade 70 % padavin. Močno deževje je poleti običajno. Včasih enodnevna količina padavin ob poletnih padavinah presega povprečno mesečno količino padavin. Najmočnejši dež doslej je bil zabeležen julija 1973 v kraju Slaŭnaje v Talačinskem rajonu – 148 mm v enem dnevu. Najvišja stopnja vlažnosti je opažena decembra in januarja (90 %), najnižja - maja in junija (65–70 %) s povprečno stopnjo 80 %. Dnevi z vlažnostjo, nižjo od 30 %, so redki – običajno manj kot 20 na leto, v nekaterih regijah pa le 3–5 takih dni. Nasprotno, obstaja več kot 100 dni z visoko vlažnostjo (več kot 80 %), v nekaterih regijah - do 152. Zaradi visoke vlažnosti imajo območja okoli Minska in Navahrudaka vsako leto od 65 do 100 meglenih dni.
- Povprečna temperatura v januarju (vse številke so v °C)[7]
- Povprečna temperatura v juliju (vse številke so v °C)
- Rekordi vseh časov v večjih mestih Belorusije
- Povprečna količina padavin v januarju (vse številke so v milimetrih)[8]
- Povprečna količina padavin v juliju (vse številke so v milimetrih)

## Flora in favna
V Belorusiji je skoraj 1500 vrst žilnih rastlin (vključno s 1422 cvetnicami), 450 mahov, 2000 alg in 1500 vrst gliv. Gozdna pokritost predstavlja približno 43 % celotne površine, kar ustreza 8.767.600 hektarjem gozda leta 2020, kar je več od 7.780.000 ha leta 1990. Leta 2020 je gozd, ki se naravno obnavlja, pokrival 6.555.600 ha, zasajeni gozd pa 2.212.000 ha. Poročalo se je, da je 2 % gozda, ki se naravno obnavlja, primarni gozd (sestavljen iz avtohtonih drevesnih vrst brez jasno vidnih znakov človekove dejavnosti), približno 16 % gozdne površine pa je bilo znotraj zavarovanih območij. Za leto 2015 je bilo sporočeno, da je 100 % gozdne površine v javni lasti.
Na severu prevladujejo iglavci v gozdovih, med katerimi sta tudi breza in jelša; južneje pa rastejo drugi listavci. Borovci predstavljajo 50,2 % celotne gozdne površine, smreka – 10 %, črna jelša – 8,2 %, hrasti – 3,3 %, siva jelša – 2,3 %, trepetlika – 2,1 %. 15,4 % Belorusije pokrivajo travniki, ena tretjina je naravnih, preostanek pa je posebej obdelan. Najpogostejše rastline na naravnih travnikih so deschampsia in več različnih šašev (Carex). V močvirju uspeva 267 vrst embriofitov – zelišč (167 vrst), dreves in grmovnic (37 vrst), bryidae (32 vrst) in sphagnopsida (31 vrst). 50 jih velja za zdravilne.
Živali v Belorusiji so običajne za srednjo in vzhodno Evropo.

## Narodni parki
Narodni parki so velik del identitete države. Belorusi so še posebej ponosni na narodne parke svoje države. Narodni park Beloveška pušča je od leta 1992 ohranjeni del Beloveškega gozda v Belorusiji, ki je na Unescovem seznamu svetovne dediščine. Kasneje je Svet Evrope izjavil, da je park eno najbolj naravovarstveno ozaveščenih območij. V teh parkih je veliko živali, kot so jeleni, divji prašiči in losi.

## Skrb za okolje

### Aktualna vprašanja
- Kakovost zraka v Belorusiji je že vrsto let problem. Belorusija je na tretjem mestu na svetu po smrti, povezani z onesnaženostjo zraka, 100 od vsakih 100.000 smrti od leta 2010 do 2012.[12] Vendar pa se je v zadnjih letih kakovost zraka izboljšala za skoraj 50 % po podatkih Organizacije za gospodarsko sodelovanje in razvoj.[13] Povečana uporaba zemeljskega plina in alternativ premogu vodi v boju proti onesnaževanju zraka. Politike, ki se izvajajo v Belorusiji, se lahko obravnavajo tudi kot vodilni vzrok za izboljšanje kakovosti zraka. Globe in pristojbine se lahko uporabijo za uveljavljanje pravil in predpisov ter tudi za ozaveščanje o težavi. Denar, pridobljen s pristojbinami in kaznimi, porabi okoljski sklad v Belorusiji.
- Jugovzhodni del države je bil onesnažen s padavinami zaradi nesreče v jedrski elektrarni Černobil v Ukrajini leta 1986, saj je prejel približno 70 % sevanja. Ogromno ozemlje v regijah Gomel in Mogilev je postalo nenaseljeno. Približno 7000 km2 prsti je bilo onesnaženih s cezijem-137 do stopenj, večjih od 15 kirijev (550 gigabekerelov) na kvadratni kilometer, kar pomeni, da je bila človeška uporaba odvzeta za nedoločen čas. Skupni gospodarski stroški za zadrževanje in dekontaminacijo so bili v Belorusiji ocenjeni na 235 milijard dolarjev.

### Mednarodni sporazumi
- Belorusija je podpisnica pogodb, ki vključujejo: dušikove okside, žveplo 85, biotsko raznovrstnost, podnebne spremembe, Kjotski protokol, dezertifikacijo, ogrožene vrste, spreminjanje okolja, nevarne odpadke, pomorsko pravo, odlaganje v morje, zaščito ozonskega plašča, onesnaževanje z ladij in mokrišča.

## Območje in meje
Območje
Skupaj: 207.600 km2
državna primerjava s svetom: 86
Kopno: 202.900 km2
Voda: 4700 km2
Območna primerjalna
Primerjava Avstralije: Belorusija nekoliko manjša od Viktorije
Kanada primerjava: Belorusija je pol manjša od Nove Fundlandije in Labradorja
Primerjava Evrope: Belorusija je na 13. mestu, nekoliko manj kot Združeno kraljestvo ali Romunija
Primerjava Združenih držav: Belorusija nekoliko manjša od Kansasa.
Kopenske meje
Skupaj: 3642 km
Mejne državeLatvija 161 km, Litva 640 km, Poljska 418 km, Rusija 1312 km, Ukrajina 1111 km
Obala
0 km. Belorusija nima izhoda na morje; najbližje vodno telo je Baltsko morje, vendar Litva in Latvija blokirata dostop do Baltika.
Pomorske terjatve
- Brez (brez izhoda na morje)

Ekstremne višine
Najnižja točka: reka Neman 90 m
Najvišja točka: Dzjaržinskaja Hara 346 m

## Naravni viri
Naravni viri Belorusije vključujejo les, nahajališča šote, majhne količine nafte in zemeljskega plina, granit, dolomitni apnenec, lapor, kredo, pesek, gramoz, glino, pepeliko in halit (sol).

### Pepelika, halit in fosforit
Belorusija ima veliko nahajališč kalijevega klorida – vsa so nastala med famensko stopnjo poznega devonskega obdobja – s komercialnimi rezervami 10 milijard metričnih ton. Raziskana so bila tri glavna nahajališča pepelike – Starobin (belorusko Старобінскае, rusko Старобинское), Petrikov (belorusko Петрыкаўскае, rusko Петриковское) in Oktjabrski (belorusko Акцябрскае, rusko Октябрьское). Silvinit (pepelika) iz teh treh nahajališč vsebuje do 28 %, 40 % oziroma 39 % KCl. Količine MgCl2 se gibljejo od 0,15–0,3 % v Starobinu do 1,5–4 % v Petrikovu in več kot 5 % v Oktjabrskiju. Nahajališče Starobin ima 2,6 milijarde ton dokazanih zalog (kategorije A, B, C1) in 600 milijonov ton napovedanih zalog (kategorija C2) pepelike. Zaloge v nahajališču Petrikov so ocenjene na 2,12 milijarde ton (kategorije C1 in C2) pepelike. Nahajališče Oktjabrski ima 637 milijonov ton pepelike (C1 in C2) in 1,1 milijarde ton karnalita. Uporablja se samo nahajališče Starobin, vendar se je leta 2014 začela gradnja prve tovarne v nahajališču Petrikov. Znanih je več manjših, manj raziskanih nahajališč, predvsem v regijah Gomel in Minsk.
Velika nahajališča halita (soli) so nastala med frasijskimi in famenskimi stopnjami pozne devonske dobe. Slane formacije pokrivajo 26.000 km2 v jugovzhodnem delu države. Raziskana so bila tri nahajališča – Starobin (v regiji Minsk), Mazir in Davidaŭskaje (obe v regiji Gomel). Nahajališče Davidaŭskaje je največje z dokazanimi zalogami preko 20 milijard ton, vendar se za proizvodnjo soli uporabljata le nahajališči Starobin in Mazyr. V Starobinskem nahajališču letno izkopljejo več kot 350.000 ton halita (2004). V nahajališču Maziyr se solna tekočina črpa z vrtinami, letno pa se proizvede do 360.000 ton soli (2004).
Znana so nahajališča fosforitne rude v bližini Mstsislava in v Labkovičih (Kričav Rajon) v vzhodni Belorusiji (Mogilevska regija). Vsebujejo preko 400 milijonov ton fosforitov (prognozirane zaloge: kategorije C1 in C2). V regiji Brest sta znani dve manjši nahajališči z napovedanimi zalogami 95 milijonov ton. Noben depozit ni uporabljen.

### Fosilna goriva
Zaradi visoke stopnje močvirja je Belorusija zelo bogata s šoto. Znanih je 9191 nahajališč šote s skupnimi zalogami 5,7 milijarde ton. Preden so se v 20. stoletju začeli projekti izboljšanja zemlje, je šota pokrivala 14 % Belorusije. Čeprav država nima nahajališč visoko rangiranega premoga, je količina lignita nižjega ranga ocenjena na 553 milijonov ton. Njegova povprečna toplotna vsebnost je 25,2 MJ/kg. Količina oljnega skrilavca v južni Belorusiji je ocenjena na 8,8 milijarde ton, od tega 3,6 milijarde v nahajališčih Ljuban (belorusko Любанскае, rusko Любанское) in Turaŭ (belorusko Тураўскае, rusko Туровское). Oljni skrilavec leži v globini 66–600 m in globlje. Debelina plasti nahajališč oljnega skrilavca je običajno 0,1–3,7 m, povprečna vsebnost toplote pa 6,7 MJ/kg. Beloruski naftni skrilavec je nastal v poznem devonu in zgodnjem karbonu.
V jugovzhodnem delu Belorusije je veliko majhnih naftnih polj. Prvo nahajališče nafte je bilo odkrito v bližini Rečica leta 1964. Belorusija pridobi približno 1,8 milijona ton nafte na leto, kar zagotavlja 17–18 % potreb države (2004). Nafto običajno najdemo v sedimentih poznega devona in je pogosto povezana s plastmi soli, vendar se dve nahajališči nahajata med sedimenti poznega proterozoika.

### Kovine
Belorusija ima dve veliki nahajališči železa – Akolaŭskaje (Okolovskoye; v Stovbci Rajon), s 175 milijoni ton rude, in Navasiolkaŭskaje (Novosjolkovskoje; v okrožju Kareliči), vendar se nobeno ne uporablja. Nahajališče Akolaŭskaje leži 235–338 m pod površjem s 24,5 % železa (Fe2+, Fe3+) v rudi. Delež železa v rudah iz nahajališča Navasiolkaŭskaje se giblje od 16–52 %. Rude iz slednjega nahajališča imajo znatne količine titana (do 7 % TiO2) in vanadija (do 0,16 % V2O5). Znanih je več manjših nahajališč (rudni pojavi) bakra (halkopirit, drugi minerali, ki vsebujejo baker in samorodni baker) in aluminija (boksit-davsonit). Majhna nahajališča redkih zemeljskih elementov so znana v osrednjem in južnem delu države, največje je Dijabazavaje (Diabazovoje; v Žitkaviči Rajon), ki vsebuje berilij in redke zemeljske elemente.

### Drugi minerali
Kopljejo se številna nahajališča laporja in krede, velike količine pa se uporabljajo za proizvodnjo cementa v Kričavu, Kascjukovičiju in Vackavisku. Kopljejo se dve veliki nahajališči prostega kamna – v Mikašheviči (okrožje Luninec) in v Hluškaviči (okrožje Ljelčici). Vse beloruske steklarne in opekarne uporabljajo lokalni pesek oziroma glino. Največje nahajališče dolomita so v bližini Vitebska.

## Raba zemljišč
Raba zemljišč
Njive: 27,21 %
Trajni nasadi: 0,59 %
Drugo: 72,19 % (2012)
Namakana zemlja
1150 km2 (2003)
Skupni obnovljivi vodni viri
58 km3 (2011)
Črpanje sladke vode (gospodinjski/industrijski/kmetijski)
Skupaj: 4,34 km3/leto (32 %/65 %/3 %)
Na prebivalca: 435,4 m3/leto (200p)
Vodni viri
Približno 10.800 rek in potokov s skupno dolžino 91.000 km in okoli 11.000 jezer, vključno s 470 jezeri s površino večjo od 0,5 km2. Jezero Narač je največje jezero (79,2 km2, najgloblja točka približno 25 m). Znatne količine močvirnatega območja, zlasti v regiji Polesje.